# Приштапске јединице Главног штаба Војске Републике Српске
Приштапске јединице Главног штаба Војске Републике Српске су биле војне јединице Војске Републике Српске. Састав јединица су чинили углавном млади борци који су навршили 18 година. По броју бораца, једино је Први крајишки корпус био већи. Дан приштапских јединица Главног штаба Војске Републике Српске се од 2011. обиљежава 20. августа.

## Састав
Састав приштапских јединица Главног штаба Војске Републике Српске су чиниле сљедеће формације:
- Центар за усавршавање Рајко Балаћ
- Центар за информативно-пропагандно дјеловање
- 65. заштитни моторизовани пук
- 67. пук везе
- 40. Инжињеријски пук
- 1. гардијска моторизована бригада ГШ ВРС
- 89. Ракетно-артиљеријска бригада
- 1. српска мјешовита бригада (привремени састав)
- 2. српска мјешовита бригада (привремени састав)
- 3. српска мјешовита бригада (привремени састав)
- 14. српска бригада (привремени састав)
- 10. диверзантски одред
- 10. обавештајни центар
- 14. позадинска база
- 27. позадинска база
- 30. позадинска база
- 35. позадинска база
- 63. аутомобилски батаљон
- Војна болница ГШ ВРС
- Војно медицински центар ВРС
- Ваздухопловни завод ОРАО
- Ремонтни завод Космос
- Позадинска чета касарне Врбас